# 地质灾害
地质灾害是指會对人类生命财产、环境造成破坏和损失的地质作用或现象。其中由降雨、融雪、地震等因素诱发的称为自然地质灾害，由工程开挖、堆栽、爆破等引发的稱为人为地质灾害。常见的地质灾害有崩塌、滑坡、泥石流、地面沉降、水土流失等。